# الاتحاد الليبي للهوكي
الاتحاد الوطني العام للهوكي أو الاتحاد الليبي للهوكي هو هيئة إدارة رياضة هوكي الميدان في ليبيا، ومقرها في مدينة طرابلس، وهي تابعة للاتحاد الدولي للهوكي، واتحاد الهوكي الأفريقي.
يشغل صلاح عبد السلام مهنّى منصب رئيس اتحاد الهوكي الليبي، ويتولى هيثم محمد سليم مهام الأمين العام. تأسس الاتحاد الليبي للهوكي في 10 مايو 1978، انضم إلى الإتحاد الأفريقي في عام 1989،  تعتبر ليبيا من مؤسسي الاتحاد العربي للهوكي في عام 1990، وفي السنة نفسها انضمت إلى الاتحاد الدولي للهوكي.

## أنشطة الاتحاد
- توقيع اتفاقية تعاون مشترك بين الاتحاد الليبي للهوكي وكلية التربية البدنية وعلوم الرياضة جامعة مصراته.
- توقيع اتفاقية تعاون مشترك بين الجامعة التونسية للرياضة للجميع و الاتحاد الليبي للهوكي 21 نوفمبر2019.
- توقيع اتفاقية تعاون مشترك بين الاتحاد الليبي للهوكي والاتحادية الجزائرية للهوكي.
- إيفاد مجموعة من الحكام لحضور دورة تأهيلية بتنظيم الاتحاد العربي للهوكي في مصر 27-28 فبراير2019.
- إقامة المؤتمر العلمي الدولي الأول لرياضة الهوكي بليبيا بالتعاون مع المجلس البلدي وجامعة مصراته وبإشراف اللجنة الأولمبية الليبية والاتحاد الدولي للهوكي 26-27 اكتوبر2022.
- إقامة تجمع للرياضيين المتميزين بالموسم الرياضي 2018/2019.[2]

## روابط خارجية:
- Libya Hockey FIH